# 孙刚 (1971年)
孙刚（1971年7月12日—），男，江苏淮安人，中国退役足球运动员，司职守门员，前中国国足、国奥球员，他也是深圳队第二代球员中的代表人物。

## 生平
孙刚在1994年于江苏迈特効力，参加了中国足球职业后首届的甲A联赛。两年后转投深圳飞亚达队，直至车范根在1998年执教深圳队开始成为主力守门员。孙刚和李玮锋2000年在甲A联赛客场对沈阳海狮队的比赛中，在众目睽睽下翻脸。因为一次失误，当时李玮锋向孙刚高声责骂：作为门将，应该出击，孙刚当即予以反驳：作为拖后中卫，你应该对失误负有责任。两人互不相让，场面非常紧张。2000年赛季还涉及“深圳六君子”事件。
孙刚曾连续两年成为在甲A失球最少的守门员，其中在2001年创造了674分钟不丢球的纪录，这项中国顶级职业联赛中最长的不失球纪录保持数年后才被打破。
2003年以深圳健力宝球员为主组成的「中国龙之队」在与皇家马德里的友谊比赛中孙刚担任首发门将，並赢得了英国媒体的称赞，当年12月一度被迫退役，但在半个月后重返深圳队中。
2004年作为替补门将助深圳健力宝获得首届中超联赛的冠军后正式退役。
2005年在深圳队担任守门员教练，2007年合同到期不获续约。
2012年，投入商海打拼数年后，孙刚随一众老队员组建深圳风鹏，担任总经理。

## 外部連結
- 孙刚:李玮峰算什么“大哥”
- 健力宝被迫召回孙刚[永久]